# كأس الإنتركونتيننتال 2000
كأس الإنتركونتيننتال 2000 جمعت نسخة عام 2000 في بطولة كأس الإنتركونتيننتال بطل دوري أبطال أوروبا لموسم 1999-2000 نادي ريال مدريد الإسباني مع بطل كأس ليبرتادوريس سنة 2000 نادي بوكا جونيورز الأرجنتيني على الملعب الأولمبي الوطني في العاصمة اليابانية طوكيو ، وحقق بوكا جونيورز اللقب للمرة الثانية في تاريخه بعد الفوز بنتيجة 2-1 .

## التفاصيل
| ريال مدريد                                    | 1–2   | بوكا جونيورز                                 |
| --------------------------------------------- | ----- | -------------------------------------------- |
| روبرتو كارلوس 12' · المدرب · فيسنتي ديل بوسكي | [ 2 ] | مارتن باليرمو 3، 6' · المدرب · كارلوس بيانكي |

| ريال مدريد | بوكا جونيورز |